# Atletica leggera alla XXX Universiade - Lancio del giavellotto femminile
La specialità del lancio del giavellotto femminile all'Universiade di Napoli 2019 si è svolta tra l'8 e il 10 luglio 2019.

## Podio
| Oro     | Liveta Jasiūnaitė Lituania |
| Argento | Haruka Kitaguchi Giappone  |
| Bronzo  | Eda Tuğsuz Turchia         |

## Risultati

### Qualificazioni
Si qualificano alla finale le atlete che lanciano 59,00 m Q o le dodici migliori misure q.
| Posizione | Gruppo | Atleta               | Nazione       | #1    | #2    | #3    | Risultato | Note |
| --------- | ------ | -------------------- | ------------- | ----- | ----- | ----- | --------- | ---- |
| 1         | B      | Réka Szilágyi        | Ungheria      | 59.16 |       |       | 59.16     | Q    |
| 2         | B      | Haruka Kitaguchi     | Giappone      | 53.50 | 54.25 | 57.91 | 57.91     | q    |
| 3         | B      | Mackenzie Little     | Australia     | 57.87 | –     | –     | 57.87     | q    |
| 4         | A      | Liveta Jasiūnaitė    | Lituania      | 56.72 | 57.66 | x     | 57.66     | q    |
| 5         | A      | Jo-Ane van Dyk       | Sudafrica     | 53.77 | 54.17 | 57.36 | 57.36     | q,   |
| 6         | A      | Eda Tuğsuz           | Turchia       | 56.19 | x     | 56.65 | 56.65     | q    |
| 7         | B      | Su Lingdan           | Cina          | 56.10 | 52.55 | x     | 56.10     | q    |
| 8         | A      | Victoria Hudson      | Austria       | 53.15 | x     | 56.07 | 56.07     | q    |
| 9         | A      | Ashley Pryke         | Canada        | 53.70 | 53.36 | x     | 53.70     | q    |
| 10        | B      | Mirell Luik          | Estonia       | 47.55 | 53.64 | x     | 53.64     | q    |
| 11        | B      | Sanobarhon Erkinova  | Uzbekistan    | 49.52 | 52.87 | 52.38 | 52.87     | q    |
| 12        | A      | Viktoryia Yermakova  | Bielorussia   | 50.85 | 52.57 | 51.75 | 52.57     | q    |
| 13        | A      | Katja Mihelič        | Slovenia      | 50.33 | 51.96 | 49.57 | 51.96     |      |
| 14        | B      | Saara Lipsanen       | Finlandia     | 49.37 | 49.79 | 48.94 | 49.79     |      |
| 15        | B      | Maria Børstad Jensen | Norvegia      | 46.08 | 48.43 | 49.07 | 49.07     |      |
| 16        | A      | Jess Bell            | Australia     | 46.34 | 49.04 | 46.75 | 49.04     |      |
| 17        | B      | Laine Donāne         | Lettonia      | 45.70 | 44.42 | 48.77 | 48.77     |      |
| 18        | A      | Lee Ga-hui           | Corea del Sud | 46.92 | x     | 48.56 | 48.56     |      |
| 19        | B      | Brittni Wolczyk      | Canada        | 48.01 | 44.18 | 45.58 | 48.01     |      |
| 20        | A      | Yohana Arias         | Argentina     | 45.53 | 46.44 | 47.17 | 47.17     |      |
| 21        | A      | Marcella Liiv        | Estonia       | x     | x     | 42.00 | 42.00     |      |
| 22        | B      | Cerah Ellen Moren    | Filippine     | x     | 35.51 | x     | 35.51     |      |
| 23        | B      | Jayamini Henapola    | Sri Lanka     | 27.96 | 34.25 | 33.68 | 34.25     |      |

### Finale
| Posizione | Atleta              | Nazione     | #1    | #2    | #3    | #4    | #5    | #6    | Risultato | Note |
| --------- | ------------------- | ----------- | ----- | ----- | ----- | ----- | ----- | ----- | --------- | ---- |
|           | Liveta Jasiūnaitė   | Lituania    | 53.44 | 56.76 | 56.29 | 59.03 | 60.36 | x     | 60.36     |      |
|           | Haruka Kitaguchi    | Giappone    | 56.76 | 56.74 | 58.16 | 59.16 | 60.15 | 53.55 | 60.15     |      |
|           | Eda Tuğsuz          | Turchia     | 59.75 | 59.62 | x     | x     | x     | x     | 59.75     |      |
| 4         | Réka Szilágyi       | Ungheria    | 56.77 | 58.17 | 58.65 | x     | 59.02 | 56.11 | 59.02     |      |
| 5         | Su Lingdan          | Cina        | 55.23 | 55.11 | 54.65 | 56.89 | x     | x     | 56.89     |      |
| 6         | Jo-Ane van Dyk      | Sudafrica   | 54.93 | 56.85 | 53.68 | x     | 53.59 | 53.80 | 56.85     | SB   |
| 7         | Victoria Hudson     | Austria     | 55.74 | 54.67 | x     | 56.80 | x     | x     | 56.80     |      |
| 8         | Mackenzie Little    | Australia   | 55.37 | x     | x     | x     | 54.90 | x     | 55.37     |      |
| 9         | Sanobarhon Erkinova | Uzbekistan  | 52.04 | 49.44 | 50.07 |       |       |       | 52.04     |      |
| 10        | Mirell Luik         | Estonia     | 46.61 | 47.76 | 51.95 |       |       |       | 51.95     |      |
| 11        | Viktoryia Yermakova | Bielorussia | 51.53 | x     | 51.54 |       |       |       | 51.54     |      |
| 12        | Ashley Pryke        | Canada      | x     | 49.82 | x     |       |       |       | 49.82     |      |